# Chartreuse de Lechnica
Ne doit pas être confondu avec Chartreuse de Legnica.
La chartreuse Notre-Dame du Val-Saint-Antoine connue comme le Monastère rouge, en slovaque : Červený Kláštor, appelée dans les annales cartusiennes chartreuse de Lechnitz est un monastère médiéval situé près du village de Červený Kláštor dans les montagnes de Piénines, à côté de la Dunajec en Slovaquie.

## Période cartusienne
Le monastère est fondé au début du XIVe siècle, dans le nord du comté de Spiš dans le royaume de Hongrie. En 1307, le duc d'Esclavonie, nommé Henri, décide son frère, appelé Maître Gallus ou vulgairement Kokoš de Brezovica, et chef de la famille Berzeviczy, à choisir des religieux de l'ordre des chartreux pour construire l'un des six monastères qu'il doit construire en guise de punition pour meurtre. En 1319, il fait don de 62 secteurs du village de Lechnica à l' ordre des Chartreux. Le prieur de la Pierre-de-Refuge, qui se demande comment deux monastères du même ordre pourraient subsister dans le même comté, porte réclamation. Afin de prévenir les difficultés, le fondateur prend un moyen qui ne devait pas être sans inconvénients : il donne le territoire assigné pour la chartreuse de Lechnica à celle de la Pierre-de-Refuge, avec la charge pour celle-ci de construire la nouvelle Maison dont elle devait être considérée comme la mère.
La fondation du monastère est confirmée en 1319 par le diocèse de Spiš et en 1320 le roi Charles Robert de Hongrie donne son accord à sa position.
Une structure en bois est construite en 1330, qui est ensuite remplacée par des briques et des pierres. Des briques rouges sont utilisées, pour les corniches sous les toits et les nervures des voûtes non pavées dans la salle capitulaire, et des tuiles rouges sur les toits, d'où le nom de monastère rouge.
Une controverse s'engage dès 1328 entre les deux chartreuses du comté de Spiš. Les religieux du Val-Saint-Antoine ne veulent pas consentir à regarder la chartreuse de la Pierre-de-Refuge comme leur Maison-mère, parce que cela n'est pas conforme aux usages de l'ordre des chartreux. D'autre part, deux domaines concédés par Maître Kakas restent en possession des chartreux de Lethenkow au lieu de revenir à Lechnitz. Les visiteurs tranchent la difficulté en assignant l'une de ces propriétés au premier monastère et l'autre au second; ils décident aussi, en 1351, que les biens donnés pour la construction de Lechnitz doivent appartenir à cette chartreuse.
Un puissant palatin de Hongrie, nommé Drugeth, fait présent au monastère de l'important domaine de Ofalu (Antiqua Villa), bienfait ratifié le 25 juillet 1337 par le roi Charles Robert. Cinq ans plus tard, le 22 décembre 1342, le roi Louis-le-Grand restitue aux religieux, sur les instances de leur prieur, la villa attenante au-dit domaine, qui à tort avait été revendiquée comme possession royale.
Le monastère souffre de plusieurs querelles avec les seigneurs de Czorsztyn. Au XVe siècle, la reine de Pologne, Hedwige, puis son époux Ladislas Jagellon et ensuite la reine Sophie portent des décrets en faveur des religieux de Lechnitz qui ont souffert du voisinage de la citadelle polonaise de Czorsztyn, et ne pouvaient librement pêcher dans la rivière Dunajec.
La chartreuse est occupée par les Hussites en 1431 et en 1433, les religieux se réfugient à chartreuse de Tárkány. En 1450 les moines reviennent au Val-Saint-Antoine, et s'appliquent aux travaux de restauration. La maison ne peut prospérer, étant située sur la frontière de deux royaumes souvent en lutte.
Elle est encore durement touché par la bataille de Mohács en 1515, et en 1545 les chevaliers de Czorsztyn du Château de Niedzica attaquent le monastère, et les moines fuient en Pologne en traversant le fleuve Dunajec. Le monastère est aboli pendant la Réforme par Ferdinand Ier, empereur du Saint-Empire, en 1563, devenant une résidence privée pour de nobles riches.
Au XVIIe siècle, l'ordre des chartreux entreprend d'active démarches pour recouvrer cette chartreuse. Après le père général Juste Perrot qui écrit, en 1637, au prieur de Dantzig de s'occuper de cette affaire, le père général Jean Pégon multiplie ses lettres dans le même sens, de 1650 à 1668. D'autres tentatives se produisent en 1675, en 1681 et en 1689, mais tout reste inutile. Finalement, l'évêque Ladislas Mallyasovsky rachète pour 300,000 florins les biens du Val-Saint-Antoine, et, par son testament daté de 1705, les légue aux Camaldules.

### Prieurs
Le prieur est le supérieur d'une chartreuse, élu par ses comprofès ou désigné par les supérieurs majeurs.
- Jean, premier prieur choisi par D. Martin, prieur de la Pierre-de-Refuge.
- ~1431 : Michel
- 1450 : Gabriel
- Thomas (†1567), dernier prieur.

## Période post cartusienne
En 1699, Ladislav Maťašovský, évêque de Nitra, achète le monastère et en fait don à l'ordre camaldule, qui s'installe dans cette région en 1711. Les moines l’appellent le Monastère des ermites des trois couronnes. L'ensemble du bâtiment est rénové pour leurs besoins dans le style contemporain baroque. Ils construisent leurs maisons sur le côté sud et est de l'église. Ils sont engagés dans l'agriculture, l'horticulture, la pêche et la guérison. Selon les règles, les chartreux doivent vivre dans un monastère de quatorze et seize frères lais . Il y avait dix ermites au Monastère Rouge. De plus, les moines se sont concentrés sur la reconstruction des bâtiments de ferme.
En 1747, ils réparent également l'église, le bâtiment le plus monumental de l'ensemble du monastère. Son extérieur est conservé dans le style gothique, l'intérieur subi une reconstruction dans le style baroque. Les murs et les voûtes gothiques sont décorés de peintures avec de vastes décorations de motifs végétaux. Ils placent de nouveaux bancs à l'intérieur peint avec des peintures baroques représentant la vie quotidienne des populations locales au travail, au repos et à la prière.
Parmi les moines locaux, Cyprián z Červeného Kláštora (sk), collectionneur de plantes médicinales, célèbre pour l'herbier, qu'il a créé dans les années 1765 - 1771 et Romuald Hadbavný (sk) traducteur qui a créé le premier dictionnaire latin-slovaque.
En 1782, il est sécularisé dans le cadre de la campagne de l'empereur Joseph II contre les ordres monastiques. La bibliothèque du monastère est vendue à Budapest et l'équipement de l'église de Muszyna, en Pologne.
En 1820, l'empereur François-Joseph Ier fait don du monastère au nouveau diocèse gréco-catholique de Prešov.

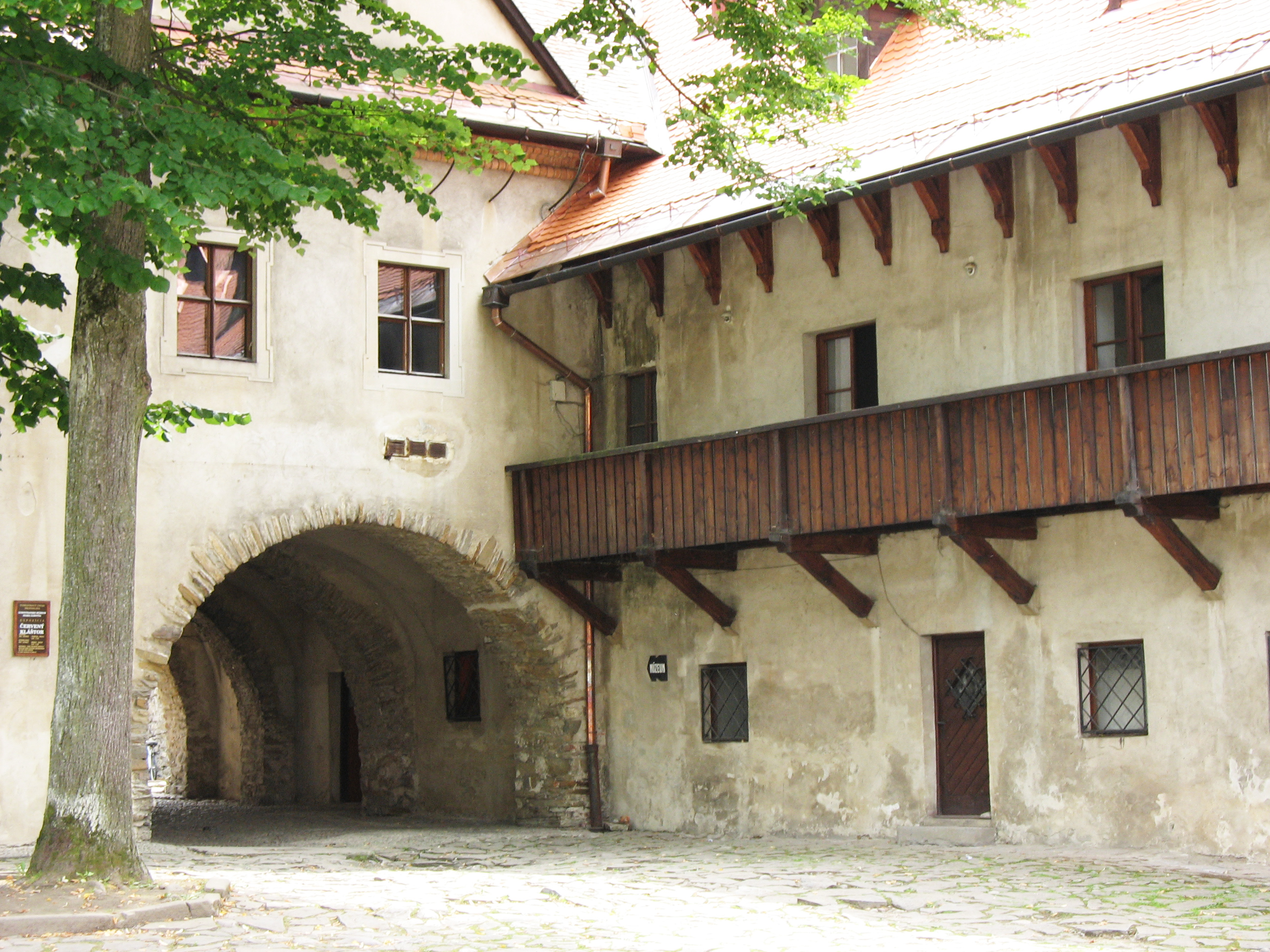
Tribunal.
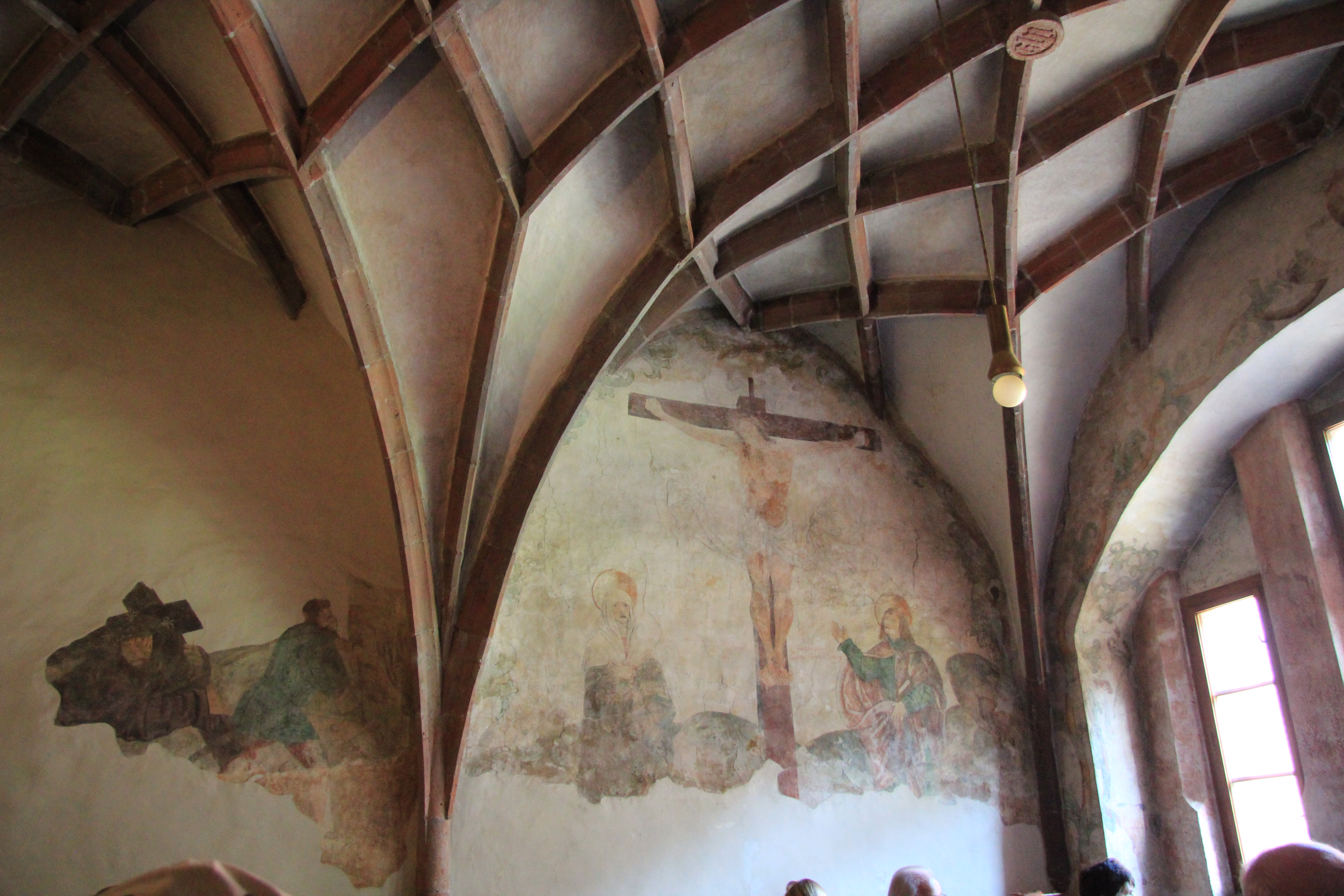
Salle capitulaire, voûtes en briques.

Le monastère subi un incendie en 1907 et est lourdement endommagé pendant la seconde Guerre mondiale, mais après avoir été reconstruit en 1956-1966, il est rouvert et sert de musée

## Musée
Aujourd'hui, le monastère reste la propriété de l'État et est ouvert aux visiteurs comme un musée d'histoire.
La première exposition du musée couvrant des sujets tels que l'histoire du monastère, la vie monastique, la botanique et la pharmacie monastiques d'époque, est créée en 1966 par le Musée slovaque oriental de Košice, en tant qu'exposition régionale. Cela est l'aboutissement des premiers efforts de conservation et de restauration du monastère qui a lieu à la fin des années 1950 et au début des années 1960.
le monastère rouge a été déclaré monument culturel national en 1970 .
Après une nouvelle phase de travaux de conservation et de restauration du monastère dans les années 1980 et au début des années 1990, un musée agrandi du monastère est rouvert en 1993. Entre 1999 et 2007, le monastère est administré par le musée Ľubovňa de Stará Ľubovňa. Depuis 2008, le monastère est administré par la Commission des monuments de la République slovaque, qui a rénové et agrandi les expositions existantes,.